# Dirka po Španiji 1991
Dirka po Španiji 1991 (špansko Vuelta a España 1991) je 46. izvedba dirke po Španiji, tritedenske moške cestne kolesarske etapne dirke. Začela se je 29. aprila v Méridi in končala 19. maja v Madridu. Sodelovalo je 198 kolesarjev iz 22-ih ekip. Rumeno majico je prvič osvojil Melcior Mauri (ONCE), drugo mesto Miguel Induráin (Banesto), tretje pa Marino Lejarreta (ONCE). Modro majico je osvojil Uwe Raab (PDM–Concorde–Ultima), zeleno majico Luis Herrera (Postobón–Manzana–Ryalcao), turkizno majico Oliverio Rincón (Kelme–Ibexpress), belo majico Federico Echave (CLAS–Cajastur), rdečo majico pa Miguel Ángel Iglesias (Puertas Mavisa).

## Ekipe
- Amaya Seguros
- Artiach–Royal
- Banesto
- Buckler–Colnago–Decca
- Carrera Jeans–Tassoni
- Chateau d'Ax–Gatorade
- CLAS–Cajastur
- Kelme–Ibexpress
- Lotus–Festina
- ONCE
- Panasonic–Sportlife
- Paternina-Don Zoilo
- PDM–Concorde–Ultima
- Puertas Mavisa
- RMO
- Postobón–Manzana–Ryalcao
- Seur–Otero
- Sicasal–Acral
- Team Telekom
- Tulip Computers
- TVM–Sanyo
- Wigarma

## Etape
| Etapa | Datum     | Štart/Cilj                                   | Zmagovalec                 | Vodilni                    |
| ----- | --------- | -------------------------------------------- | -------------------------- | -------------------------- |
| 1     | 29. april | Mérida (kronometer trojic)                   | Melcior Mauri (ESP)        | Melcior Mauri (ESP)        |
| 2a    | 30. april | Mérida – Cáceres                             | Michel Zanoli (NED)        | Anselmo Fuerte (ESP)       |
| 2b    | 30. april | Montijo – Badajoz (ekipni kronometer)        | ONCE (ESP)                 | Anselmo Fuerte (ESP)       |
| 3     | 1. maj    | Badajoz – Seville                            | Jesper Skibby (DEN)        | Herminio Díaz Zabala (ESP) |
| 4     | 2. maj    | Seville – Jaén                               | Jesus Cruz Martin (ESP)    | Melcior Mauri (ESP)        |
| 5     | 3. maj    | Linares – Albacete                           | Uwe Raab (GER)             | Melcior Mauri (ESP)        |
| 6     | 4. maj    | Albacete – Valencia                          | Jean-Paul van Poppel (NED) | Melcior Mauri (ESP)        |
| 7     | 5. maj    | Palma de Mallorca                            | Jesper Skibby (DEN)        | Melcior Mauri (ESP)        |
| 8     | 6. maj    | Cala d'Or (posamični kronometer)             | Melcior Mauri (ESP)        | Melcior Mauri (ESP)        |
| 9     | 7. maj    | Sant Cugat del Vallès – Lloret de Mar        | Jean-Paul van Poppel (NED) | Melcior Mauri (ESP)        |
| 10    | 8. maj    | Lloret de Mar – Andorra la Vella, Andora     | Guido Bontempi (ITA)       | Melcior Mauri (ESP)        |
| 11    | 9. maj    | Andorra la Vella, Andora – Pla-de-Beret      | etapa odpovedana           | Melcior Mauri (ESP)        |
| 12    | 10. maj   | Bossòst – Cerler                             | Ivan Ivanov (URS)          | Melcior Mauri (ESP)        |
| 13    | 11. maj   | Benasque – Zaragoza                          | Jean-Paul van Poppel (NED) | Melcior Mauri (ESP)        |
| 14    | 12. maj   | Ezcaray – Valdezcaray (posamični kronometer) | Fabio Parra (COL)          | Melcior Mauri (ESP)        |
| 15    | 13. maj   | Santo Domingo de la Calzada – Santander      | Guido Bontempi (ITA)       | Melcior Mauri (ESP)        |
| 16    | 14. maj   | Santander – Lagos de Covadonga               | Luis Herrera (COL)         | Melcior Mauri (ESP)        |
| 17    | 15. maj   | Cangas de Onís – Alto del Naranco            | Laudelino Cubino (ESP)     | Melcior Mauri (ESP)        |
| 18    | 16. maj   | León – Valladolid                            | Antonio Miguel Díaz (ESP)  | Melcior Mauri (ESP)        |
| 19    | 17. maj   | Valladolid (posamični kronometer)            | Melcior Mauri (ESP)        | Melcior Mauri (ESP)        |
| 20    | 18. maj   | Palazuelos de Eresma                         | Jesús Montoya (ESP)        | Melcior Mauri (ESP)        |
| 21    | 19. maj   | Collado Villalba – Madrid                    | Jean-Paul van Poppel (NED) | Melcior Mauri (ESP)        |

## Končna razvrstitev
| Legenda | Legenda                                           | Legenda | Legenda                                               |
| ------- | ------------------------------------------------- | ------- | ----------------------------------------------------- |
|         | Predstavlja vodilnega v skupnem seštevku          |         | Predstavlja vodilnega po točkah                       |
|         | Predstavlja vodilnega v gorski razvrstitvi        |         | Predstavlja vodilnega v šprintih                      |
|         | Predstavlja vodilnega v kombinacijski razvrstitvi |         | Predstavlja vodilnega v razvrstitvi mladih kolesarjev |

### Rumena majica
| Poz. | Kolesar                      | Ekipa                    | Čas         |
| ---- | ---------------------------- | ------------------------ | ----------- |
| 1    | Melcior Mauri                | ONCE                     | 82h 48' 07s |
| 2    | Miguel Induráin              | Banesto                  | + 2' 52s    |
| 3    | Marino Lejarreta             | ONCE                     | + 3' 11s    |
| 4    | Federico Echave              | CLAS–Cajastur            | + 3' 54s    |
| 5    | Fabio Parra                  | Amaya Seguros            | + 5' 38s    |
| 6    | Pello Ruiz Cabestany         | CLAS–Cajastur            | + 6' 50s    |
| 7    | Raúl Alcalá                  | PDM–Concorde–Ultima      | + 6' 57s    |
| 8    | Pjotr Ugrumov                | Seur–Otero               | + 10' 43s   |
| 9    | Steven Rooks                 | Buckler–Colnago–Decca    | + 12' 09s   |
| 10   | Oliverio Rincón              | Kelme–Ibexpress          | + 12' 11s   |
| 11   | Eduardo Chozas               | ONCE                     |             |
| 12   | Tom Cordes                   | PDM–Concorde–Ultima      |             |
| 13   | Luis Herrera                 | Postobón–Manzana–Ryalcao |             |
| 14   | Ignacio Gaston Crespo        | CLAS–Cajastur            |             |
| 15   | Laudelino Cubino Gonzalez    | Amaya Seguros            |             |
| 16   | Jon Unzaga Bombín            | Seur–Otero               |             |
| 17   | Udo Bölts                    | Team Telekom             |             |
| 18   | Marco Giovannetti            | Chateau d'Ax–Gatorade    |             |
| 19   | Ivan Ivanov                  | Seur–Otero               |             |
| 20   | Fernando Martinez De Guerenu | Puertas Mavisa           |             |
| 21   | Francisco Javier Mauleón     | CLAS–Cajastur            |             |
| 22   | Alvaro Meija Castrillon      | Postobón–Manzana–Ryalcao |             |
| 23   | Jesus Montoya Alarcon        | Amaya Seguros            |             |
| 24   | Fabrice Philipot             | Banesto                  |             |
| 25   | Gerardo Moncada              | Postobón–Manzana–Ryalcao |             |